# ハムナプトラ2/黄金のピラミッド
『ハムナプトラ2/黄金のピラミッド』（原題：The Mummy Returns）は、2001年のアメリカ映画。1999年の映画『ハムナプトラ/失われた砂漠の都』の続編で、リックとエヴリンは結婚し、二人の間に生まれたアレックスという息子が新しいキャラクターとして加わっている。音楽は当初は前作に続けてジェリー・ゴールドスミスが担当することになっていたが、アラン・シルヴェストリに交代した。

## あらすじ
紀元前3078年頃のテーベ。屈強な戦士スコーピオン・キングは世界を征服すべく、大戦を起こした。7年にも及ぶ大戦の果てに敗れたスコーピオン軍は「アム・シェアーの聖なる砂漠」に追い払われ、最後はスコーピオンのみとなった。死の瞬間、スコーピオンはアヌビス神へ誓いを申し出た。「自分の命を助け、敵を倒させるなら、自分の命（魂）を捧げよう」というその願いにアヌビス神は応じ、自らの軍勢を与えて敵を倒させた後、スコーピオンを永遠の僕とする。それから5000年が経った。
前作から9年後の1933年。リックとエヴリンは結婚し、8歳の息子アレックスが生まれていた。エヴリンは不思議な夢に導かれ、家族3人でエジプトのある遺跡で「アヌビスの腕輪」を発見するが、腕輪を狙うハフェズの手下であるスパイビー、ジャック、レッドに襲われる。3人は危うく逃れてロンドンの自宅へ腕輪を持ち帰る。
その頃、ハムナプトラでは謎の女性ミラ、暗殺者ロック・ナー、謎の人物ハフェズらによって「死者の書」、「アムン・ラーの書」、「イムホテップのミイラ」が地中から掘り起こされようとしていた。
一方、ロンドンへ帰宅したものの、エヴリンは発見した「アヌビスの腕輪」を使い、伝説のアム・シェアーへ行こうとリックを説得する。リックとエヴリンの惚気ように呆れたアレックスは母親譲りの好奇心と悪戯心から腕輪の入った箱を勝手に開け、導かれるように腕に着けてしまう。すると突然目の前にエジプトの光景が広がり、1つ目の目印である「カルナック神殿」の光景が目の前に広がった。
不死身の「アヌビスの軍隊」を得るために再び甦ったイムホテップとリックの壮絶な戦いが描かれる。

## 登場人物
リック・オコーネル（Rick O'Connell）
演 - ブレンダン・フレイザー
本作の主人公である冒険家。前作における大冒険の末にエヴリンと結婚し、ハムナプトラから持ち帰った財宝によってイギリス市内に広大な豪邸を構える大富豪へとのし上がった。それからも、冒険好きなのは相変わらずで一人息子アレックスを加えた一家3人の遺跡探検の日々を送っていたが、ある遺跡でアヌビスの腕輪を発見したことが今回の事件のきっかけとなってしまう。相変わらず腕っぷしや射撃の腕はずば抜けており、優れた判断力と命知らずな行動力によって自身や家族の窮地を何度も救う。イムホテップ一派にさらわれた息子のアレックスを救うために彼らを追ってスコーピオンキングの眠るアム・シェアーの黄金のピラミッドへの冒険に旅立つ。孤児の頃に右腕に入れた刺青が神の戦士「メジャイ」の印だとアーデスに明かされる。最初は信じなかったが、アム・シェアーの壁画に描かれていたスコーピオン・キングを倒す戦士にまったく同じ刺青が入っているのを見つけてようやく信じた。スコーピオン・キング、イムホテップとの三つ巴の末スコーピオン・キングを倒し、アヌビスの軍隊を地下に送り返した。
エヴリン・オコーネル（Evelyn O'Connell）
演 - レイチェル・ワイズ
前作の冒険を経て、リックと結婚した元カイロ博物館勤務の女性冒険家。前作からの期間でハフェズ一派と互角以上に渡り合う事のできる程の剣術や射撃の腕を会得している。また、相変わらずの探求心と冒険心を胸に抱いており、本編の数日前から毎晩見るようになったと不思議な夢に導かれるように伝説の「アム・シェアーの聖なるオアシス」へ行くことを望んでいる。今作でもイムホテップとその一味から命を狙われるが、今作では実は3000年前にイムホテップとアナクスナムンによって殺されたセティ1世の娘・ネフェルティティの生まれ変わりであることが発覚する。中盤ではアム・シェアー到着直後にアナクスナムン（ミラ）に刺殺されてしまうが、後にジョナサンとアレックスの活躍で蘇生する。その際に前世の記憶も取り戻し、アナクスナムンとの因縁の戦いに挑んで勝利し、リベンジを果たした。その後、イムホテップと共に死後の世界への亀裂に巻き込まれそうになったリックを命がけで救った。
ネフェルティティ（Nefertiri）
イムホテップとアナクスナムンに殺害されたセティ1世の娘の1人。生前にセティ1世を始めとした神官たちの見守る中でアナクスナムンを相手に釵に似た武器で決闘を行ったが、全く歯が立たずにアナクスナムンに敗れてアヌビスの腕輪の守護者となった。その後、父のセティ1世が殺害される光景を真向かいのバルコニーから目撃してしまう。
アレックス・オコーネル（Alex O'Connell）
演 - フレディ・ボース
リックとエヴリンの間に生まれた1人息子。8歳。母親譲りの好奇心と父親譲りの行動力を持ち、リックによると年中博物館に通っている。周りを考えない両親の熱々ぶりに辟易している。まだ幼い子供たる所以、生意気な態度が多く、ロックナーを終始苛立たせた。両親と共にエジプトから帰国した際に持ち帰ったアヌビスの腕輪を装着してしまい、そのせいでイムホテップとハフェズ一派に追われる羽目になる。更に父母の熱愛ぶりのお陰で捕えられてしまうなど、割と散々な目に遭ってしまう。しかし幼少から両親によって冒険に連れ回されていただけあってそれなりの度胸と行動力を持っており、砂絵で自分の行く場所を教えたり、死者の書の存在から母を蘇生させるためにジョナサンに陽動作戦を頼むなど咄嗟の機転も利き、更にはほぼ全ての古代エジプト文字を読む事もでき、母を蘇生させることに成功する。
ジョナサン・カナハン（Jonathan Carnahan）
演 - ジョン・ハナー
お調子者な遊び人で、エヴリンの兄。今作では妹夫婦の屋敷に居候し、妹達の功績を自分のものとして吹聴しながら所謂ヒモの生活をしている。相変らずのお調子者ぶりとトラブルメーカーぶりを見せるが、今作ではリック達がミイラ兵からの逃亡に使用するバスを運転したり、エヴリンを蘇生させる儀式を行うアレックスの時間稼ぎの為にミラと一騎討ちをするなど前作以上の活躍を見せる。また前作から8年経っていることもあり、以前読めていた古代エジプト文字が読めなくなっている。しかし前作の冒険の影響なのかコウノトリの形をした古代エジプト文字の読み（アメノファス）だけは覚えており、エヴリンを蘇生させるのに一役買った。終盤では黄金のピラミッドの頂上にあった巨大なダイヤモンドをアム・シェアーからの脱出の際にちゃっかり入手しており、続編の『ハムナプトラ3』ではこのダイヤモンドを売却して手に入れた大金で大金持ちになっている。
アーデス・ベイ（Ardeth Bay）
演 - オデッド・フェール
イムホテップ復活を阻止し、砂漠の平和を守るメジャイの戦士。前作の冒険を経てリック達とは良き親友となっている。また、ハフェズ一派の殺し屋ロックナーとは少なからず因縁がある。ハフェズ一派の陰謀にいち早く気付き、彼らのイムホテップ発掘現場に潜入するなど早い段階から暗躍し、彼らの目的を知ると、オコーネルファミリーを救うためにロンドンに向かい、リック達と再び共闘する。リックが右腕に入れている刺青を見て彼がスコーピオン・キングを倒す神の戦士「メジャイ」だと気づく。アム・シェアーへ飛行船で行くことに対して「なぜ白人は地に足をつけたがらない？」と不思議がっていた。終盤では部隊を率いてアヌビスの軍隊と対決し、激闘の末に勝利した。
イジー（Izzy Buttons）
演 - ショーン・パークス
リックの旧友。現在はエジプトで空輸会社を運営しており、リックには過去に散々振り回されたために彼が訪問した際には悲鳴を上げて会社の門の鍵をかけた程である。飛行機を「（リックみたいに）騒々しい乗り物」と称し、専ら飛行船を運用している。アレックス救出を急ぐリックに頼まれ、彼の持っていた金の棒を条件に彼らをアム・シェアーへと連れていくことになる。その後、故障した飛行船を修理するために一時はリック達と離れ、終盤で駆けつけてリック達を救出し、脱出させる。
イムホテップ（Imhotep）
演 - アーノルド・ヴォスルー
前作にも登場した大神官。前作でリックに倒され、崩壊したハムナプトラに再び封印されたが、今作でハフェズ一派の陰謀のために復活し、劇中にてミラを器にしてアナクスナムンを復活させる。その後、スコーピオン・キングを倒してアヌビスの軍隊を手に入れるためにハフェズ一派を率いてアム・シェアーに向かう。前作では古代エジプト語しか喋れなかったが、今作では英語を喋れるようになっている（ビデオ・DVD版では一部のシーンのみで、日本語吹き替えでは日本語で話す。テレビ版では古代エジプト語でも日本語吹き替えになっていた）。終盤ではアヌビスによって超人的な力を奪われて人間としてリック、スコーピオン・キングと三つ巴の戦いを繰り広げる。力を奪われても腕っぷしの強いリックと互角に渡り合える程の実力を持っている。リックとの激闘で目的のスコーピオン・キングが倒され、死後の世界への亀裂に巻き込まれてアナクスナムン（ミラ）に助けを求めるも見捨てられてしまう。その事に絶望し、最期は自ら死後の世界へと落ちて行った。
ミラ（Meela Nais）
演 - パトリシア・ヴェラスケス
ハフェズ一派に属する妖艶の女性だが、正体はアナクスナムンの生まれ変わりである。イムホテップが愛した女性。中盤にイムホテップによる儀式によってアナクスナムンの魂が入れられ、生前の記憶を取り戻す。劇中後半ではそのエヴリンをアム・シェアーにて刺殺するが、後にアレックスとジョナサンの活躍でエヴリンは蘇生された。前世の記憶を取り戻した彼女と決着を付けるために戦いを挑むが思わぬ反撃に遭い、敗走する。その後、亀裂に巻き込まれて落ちそうになり、リック・エヴリン夫妻とは対照的に自分に助けを求めてきたイムホテップを我が身の保身から見捨てて逃げ出す。その途中でバランスを崩してサソリの大群の中に転落する形で死後の世界へと落ちていった。
アナクスナムン（Anck Su Namun）
セティ1世の愛人。元々はアヌビスの腕輪の守護者の役目を担っていたが、ネフェルティティとの決闘に勝利したことで彼女をアヌビスの腕輪の守護者に代わらせ、自身はセティ1世の将来の妻の地位を手に入れた。その後はイムホテップと恋に落ち、イムホテップと結託してセティ1世を殺害。自身もイムホテップを逃走させる時間稼ぎのために自害する。程なくイムホテップの儀式で復活しかけたが途中で邪魔が入ったことで儀式は中断され、失敗に終わる。その3000年後の第一作目でイムホテップの儀式により復活。生け贄のエヴリンを殺そうとするが、ジョナサンに命令されたミイラ衛兵により殺害された。今作ではイムホテップの儀式によって自身の生まれ変わりであるミラの体に魂が入れられ完全に復活した。
ハフェズ（Baltus Hafez）
演 - アラン・アームストロング
表向きは大英博物館の館長であるが、その真の顔はイムホテップを復活させ、アヌビスの軍隊と彼の力で世界征服を目論む邪教集団の指導者である。ミラやロック・ナー達と共にイムホテップを復活させ、アヌビスの軍隊を手に入れるためにアム・シェアーへと向かう。その後、アム・シェアーではアレックスの手から外れたスコーピオンの腕輪を手に入れてスコーピオン・キングを目覚めさせようとするが、その過程で片腕を失ってしまい、復活したスコーピオン・キングに襲われてイムホテップに助けを求めるもあっさり見捨てられ、そのまま四肢をバラバラにされて死亡した。
ロックナー（Lock-Nah）
演 - アドウェール・アキノエ＝アグバエ
ハフェズ一派の兵隊達のリーダーを務める巨漢の黒人。剣や銃火器、ナイフや手裏剣に至るまで様々な武器の扱いに長けた凄腕の殺し屋。特に剣術はその道の達人であるアーデスと互角に渡り合う程で、ロンドンでの戦いでは彼を圧倒した。アム・シェアーに向かう道中では主にアレックスの見張り役を担っていたが、彼の大人顔負けの行動力と発言に終始苛立ち、後の彼を殺す許可が出た時は喜々としていた。アム・シェアーのオアシスでピグミーミイラの襲撃による混乱の中でアレックスを殺そうとするもリックに阻まれる。その後はアーデスと再戦し、激闘の末に敗死した。
シャフェク（Shafek）
演 - クイル・ロバーツ
ハフェズ一派の兵士。ロックナーの次に腕が立つ。アム・シェアーのオアシスにてピグミーミイラの襲撃に遭い、敵であるジョナサンと一緒に逃げていたがピグミーミイラに槍で刺し殺された。
レッド（"Red" Willits）
演 - ブルース・バイロン
ハフェズとミラに雇われた盗賊の1人で、ジャックとスパイヴィーのリーダー的存在。3人の中では一番背が低く、小太りで強欲である。序盤ではアヌビスの腕輪を奪うためにリックとエヴリンを暗殺しようとするも遺跡の仕掛けが作動したため失敗に終わり、暗殺失敗の夜にハムナプトラでイムホテップの発掘を行っていたハフェズ達と合流し、別件の仕事を依頼される。その後、カイロ博物館からイムホテップの魔力を封じ込めた箱を強奪してハフェズたちと合流するが、「警備員を2人も殺してまで手に入れた」「9年前にこの箱を手に入れたアメリカ人グループが全員酷い形で殺された」などを理由に報酬を増やすよう要求した強欲さが仇となり、ミラに嵌められイムホテップのいる部屋に閉じ込められる。ジャックと共に銃で対抗するが敵うはずもなく、最期はジャック、スパイヴィー共々イムホテップに生気を吸い取られたことでミイラ化して死亡する。
ジャック（Jacques Clemons）
演 - ジョー・ディクソン
ハフェズとミラに雇われた盗賊の1人で、レッドとスパイヴィーの仲間。髭を生やし、長身で筋肉質な体格をしている。また、3人の中では一番運動神経や動体視力が優れており、アレックスが死角からスパイヴィーの頭目掛けて放ったパチンコの小石を目で追うことなくキャッチした。しかし、恐ろしい逸話や言い伝えに対しては非常に臆病で、アヌビスの腕輪を保管した遺跡やイムホテップの魔力を封じた箱をみて「この場所（箱）は呪われている」と恐怖心を露にしている。レッドとスパイヴィーに同行するも最期はイムホテップに生気を吸い取られたことでミイラ化して死亡する。
スパイヴィー（Jacob Spivey）
演 - トム・フィッシャー
ハフェズとミラに雇われた盗賊の1人で、レッドとジャックの仲間。3人の中では一番背が高く、テンガロンハットを被っている。お調子者な性格で、3人の中では非常に危機感がなく、ロックナーに銃を向けるはずが無意識にリーダーのレッドに銃口を突きつけてしまうなど間抜けな盗賊として描かれている。イムホテップと遭遇した際にミラに急かされる形で衝動的にイムホテップの魔力を封じた箱を開けてしまい、直後にイムホテップに生気を吸い取られたことでミイラ化して死亡する。
シェイラ（Sheila）
演 - ドナ・エアー
ジョナサンの愛人。既婚者。
スコーピオン・キング（Scorpion King）
演 - ザ・ロック
勇猛果敢で獰猛な戦士。世界を征服するために軍隊を率いてテーベで戦を起こすが、7年にもおよぶ大戦に敗れてアム・シェアーの聖なる砂漠に追い払われた。死の間際にアヌビスの神に誓いを立てて命を救われる。アヌビスの軍を指揮し、戦いが終わったあとはアヌビスの永遠のしもべとなった。その5000年後アヌビスの軍を使って世界征服を目論むハフェズとイムホテップの手によって復活し、軍隊を地下に送り返したいリック、軍隊を我が物にしたいイムホテップとの三つ巴の戦いになる。最終的にオシリスのヤリを手にしたリックによって倒され、軍隊も地下に送り返された。
元々は普通の人間だったが、アヌビスのしもべになってからは手足はサソリになっており、彼を殺す事ができる道具はオシリスのヤリのみ。アム・シェアーの壁画には左腕に人類の守護者の印を入れた神の戦士メジャイがオシリスのヤリでスコーピオン・キングを倒す姿が描かれていて、リックの右腕には同じ守護者の刺青が入っている 。
2002年には今作のスピンオフとしてスコーピオン・キングの若かりし頃を描いた映画「スコーピオン・キング」が公開され、引き続きザ・ロックがスコーピオン・キングを演じている。

## 日本語吹き替え
| 役名                                     | 俳優                             | 日本語吹替 | 日本語吹替   | 日本語吹替   |
| 役名                                     | 俳優                             | ソフト版   | フジテレビ版 | テレビ朝日版 |
| ---------------------------------------- | -------------------------------- | ---------- | ------------ | ------------ |
| リック・オコーネル                       | ブレンダン・フレイザー           | 森川智之   | 堀内賢雄     | 堀内賢雄     |
| エヴリン・オコーネル（ネフェルティティ） | レイチェル・ワイズ               | 石塚理恵   | 玉川砂記子   | 石塚理恵     |
| アレックス・オコーネル                   | フレディ・ボース                 | 常盤祐貴   | 半場友恵     | 大谷育江     |
| ジョナサン・カナハン                     | ジョン・ハナー                   | 田原アルノ | 江原正士     | 水島裕       |
| アーデス・ベイ                           | オデッド・フェール               | 谷口節     | 大塚芳忠     | 大塚明夫     |
| イムホテップ                             | アーノルド・ヴォスルー           | 飯塚昭三   | 大友龍三郎   | 玄田哲章     |
| ミラ（アナクスナムン）                   | パトリシア・ヴェラスケス         | 岡寛恵     | 日野由利加   | 藤本喜久子   |
| 館長ハフェズ                             | アラン・アームストロング         | 麦人       | 佐々木梅治   | 土師孝也     |
| ロック・ナー                             | アドウェール・アキノエ＝アグバエ | 小山力也   | 佐々木誠二   | 楠大典       |
| イジー                                   | ショーン・パークス               | 楠大典     | 高木渉       | 島田敏       |
| レッド                                   | ブルース・バイロン               | 後藤哲夫   | 後藤哲夫     | 辻親八       |
| ジャック                                 | ジョー・ディクソン               | 花田光     | 石田圭祐     | 水内清光     |
| スパイビー                               | トム・フィッシャー               | 北沢洋     | 斎藤志郎     | 青山穣       |
| シャフェク                               | クイル・ロバーツ                 |            | 武虎         | 船木真人     |
| シェイラ                                 | ドナ・エアー                     | 杉本ゆう   | よのひかり   | すずき紀子   |
| セティ1世                                | アーロン・イパール               | 原語音声   | 麦人         | 小川真司     |
| スコーピオン・キング                     | ザ・ロック                       | 原語音声   | 高田延彦     | 郷里大輔     |

- ソフト版 - VHS・DVD・BD収録、2022年2月11日 13:55~15:55 「午後のロードショー」[注 6]

演出：中野洋志、翻訳：中村久世、制作：ACクリエイト
- フジテレビ版 - 2004年4月10日 21:00~23:19 「プレミアムステージ」

演出：鍛治谷功、 翻訳：松崎広幸、調整・効果：栗林秀年、制作：ムービーテレビジョン、プロデューサー：中島良明（フジテレビ）
- テレビ朝日版 - 2005年4月10日 21:00~23:14 「日曜洋画劇場」

制作：ブロードメディア・スタジオ、演出：蕨南勝之、翻訳：松崎広幸、効果：リレーション、調整：長井利親

## 地上波放送履歴
| 回数  | テレビ局   | 番組名             | 放送日         | 吹替版       |
| ----- | ---------- | ------------------ | -------------- | ------------ |
| 初回  | フジテレビ | プレミアムステージ | 2004年4月10日  | フジテレビ版 |
| 2回目 | テレビ朝日 | 日曜洋画劇場       | 2005年4月10日  | テレビ朝日版 |
| 3回目 | 日本テレビ | 金曜ロードショー   | 2006年10月13日 | フジテレビ版 |
| 4回目 | TBS        | 月曜ゴールデン     | 2008年8月18日  | テレビ朝日版 |
| 5回目 | テレビ朝日 | 日曜洋画劇場       | 2009年9月27日  | テレビ朝日版 |
| 6回目 | TBS        | 水曜プレミアシネマ | 2012年5月2日   | テレビ朝日版 |

## 評価
Rotten Tomatoesには140件のレビューが寄せられ、支持率47%、平均評価5.2/10となっており「特殊効果は印象的だが、キャラクターはコンピュータ生成画像の付随物のようだ」と批評されている。Metacriticでは31件のレビューに基き48/100点、CinemaScoreでは「A-」評価となっている。
ロジャー・イーバートは四つ星満点中二つ星を与え、「この映画の失敗はキャラクターを放棄したことであり、特殊効果とアクション・シーンのみに脚本を割いている」と批評した。ジェームズ・ベラーディネリは二つ星半を与え、「空虚で軽いエンターテインメント。不快ではないが、夏の決定的なアクション・アドベンチャー映画からは遠く離れた」と批評している。ウォール・ストリート・ジャーナルのジョー・モルゲンシュテルンは、「前作のようなワクワク感がない」と批評した。Salon.comのチャールズ・テイラーは「前作は楽しかったが、今回はそうではない」と批評している。
ロサンゼルス・タイムズのケネス・トゥーランは好意的な評価を与え、「コンスタントな脚本、素敵な感性、偏在するアクション・シーン」と批評した。バラエティ誌のトッド・マッカーシーは「ラストのノンストップ・アクションシーン」を絶賛し、「最高のビジュアル」と述べた。

## 受賞・ノミネート
| 賞                           | 部門                                     | 対象 | 結果       |
| ---------------------------- | ---------------------------------------- | --- | ---------- |
| サターン賞                   | ファンタジー映画賞                       | ハムナプトラ2/黄金のピラミッド                                                                           | ノミネート |
| サターン賞                   | メイクアップ賞                           | アイリーン・シートン、ニック・ダッドマン、ジェーン・ウォーカー                                           | ノミネート |
| サターン賞                   | 特殊効果賞                               | ジョン・アンドリュー・バートン・ジュニア、ダニエル・ジャンネッテ、ニール・コボルド、トーマス・ロセーター | ノミネート |
| サターン賞                   | ヤング賞                                 | フレディ・ボース                                                                                         | ノミネート |
| ヤング・アーティスト賞       | ヤング賞                                 | フレディ・ボース                                                                                         | ノミネート |
| キッズ・チョイス・アワード   | 男優賞                                   | ブレンダン・フレイザー                                                                                   | ノミネート |
| ティーン・チョイス・アワード | チョイス・ムービー・アクター: アクション | ブレンダン・フレイザー                                                                                   | ノミネート |
| ティーン・チョイス・アワード | チョイス・ムービー・ヴィラン             | ドウェイン・ジョンソン                                                                                   | 受賞       |
| ティーン・チョイス・アワード | チョイス・ムービー・ドラマ               | ハムナプトラ2/黄金のピラミッド                                                                           | ノミネート |
| ゴールデン・トレーラー賞     | ベスト・タイトル                         | ハムナプトラ2/黄金のピラミッド                                                                           | ノミネート |
| ゴールデン・リール賞         | ベスト・サウンド・エディター             | レスリー・シャッツ、マルコム・ファイフ、アン・サイベリ、ジョン・オライブ、ジョナサン・クライン           | ノミネート |
| エンパイア賞                 | 女優賞                                   | レイチェル・ワイズ                                                                                       | ノミネート |